# Tramwaje w Szombathely
Tramwaje w Szombathely – zlikwidowany wąskotorowy system tramwajowy, działający od 4 czerwca 1897 r. do 20 sierpnia 1974 r. Jedyna linia tramwajowa łączyła stary budynek dworca kolejowego Szombathely ze szkołą biskupią, a później z Kalwarią.

## Trasa i przystanki

### Trasa
Vasútállomás (Éhen Gyula tér) – Széll Kálmán utca (Sztálin utca) – Király utca (Bajcsy-Zsilinszky utca) – Fő tér (Piac tér; Köztársaság tér) – Széchenyi utca – Berzsenyi Dániel tér (Széchenyi tér) – Hollán Ernő utca – Kiskar utca – Óperint utca – Kálvária utca (Zsiray Lajos utca) – Kálvária

### Przystanki
| #  | Przystanek                       | #  |
| -- | -------------------------------- | -- |
| 1  | Kálvária végállomás              | 11 |
| 2  | Táncsics Mihály utca             | 10 |
| 3  | Evangélikus templom              | 9  |
| 4  | Szabadságharcos utca             | 8  |
| 5  | Megyei Tanács (ma Megyeháza)     | 7  |
| 6  | Fő tér                           | 6  |
| 7  | Anyák Boltja (ma Savaria tér)    | 5  |
| 8  | MÁV Igazgatóság (ma MÁV-székház) | 4  |
| 9  | Oktogon (ma '56-osok tere)       | 3  |
| 10 | Nádasdy Ferenc utca              | 2  |
| 11 | Vasútállomás végállomás          | 1  |